# Belije ptici
Belije ptici è un singolo del cantante russo Valerij Meladze pubblicato nel 2015 come estratto dal suo album in studio Moj brat.

## Video musicale
Nel videoclip, diretto da Sergej Tkačenko, prende parte l'attrice Julija Snigir'.